# Liste der Kreisstraßen im Landkreis Donau-Ries
Die Liste der Kreisstraßen im Landkreis Donau-Ries ist eine Auflistung der Kreisstraßen im bayerischen Landkreis Donau-Ries mit deren Verlauf. 

## Abkürzungen
- A: Kreisstraße im Landkreis Augsburg
- AIC: Kreisstraße im Landkreis Aichach-Friedberg
- AN: Kreisstraße im Landkreis Ansbach
- DLG: Kreisstraße im Landkreis Dillingen an der Donau
- DON: Kreisstraße im Landkreis Donau-Ries
- EI: Kreisstraße im Landkreis Eichstätt
- K: Kreisstraße in Baden-Württemberg
- ND: Kreisstraße im Landkreis Neuburg-Schrobenhausen
- St: Staatsstraße in Bayern
- WUG Kreisstraße im Landkreis Weißenburg-Gunzenhausen

## Liste
Nicht vorhandene bzw. nicht nachgewiesene Kreisstraßen werden in Kursivdruck gekennzeichnet, ebenso Straßen und Straßenabschnitte, die unabhängig vom Grund (Herabstufung zu einer Gemeindestraße oder Höherstufung) keine Kreisstraßen mehr sind.
Der Straßenverlauf wird in der Regel von Nord nach Süd und von West nach Ost angegeben.
| Nr. DON | Verlauf |
| ------- | --- |
| DON 1   | – Ederheim – DON 9 – Anhausen – Hoppelmühle – Christgarten – DON 8 – Aufhausen – Landesgrenze – (K 3001 im Landkreis Heidenheim, Baden-Württemberg)                                                                                               |
| DON 2   | St 2214 Wemding – Wolferstadt – Rehau – |
| DON 3   | (WUG 33 im Landkreis Weißenburg-Gunzenhausen) – Landkreisgrenze – Hagau – DON 2 in Steinbühl |
| DON 4   | St 2214 in Fremdingen – Schopflohe – Hausen – Erlbach – Niederhofen – St 2214 in Schaffhausen |
| DON 5   | (K 3206 im Ostalbkreis, Baden-Württemberg) – Landesgrenze – – Marktoffingen – DON 12 – Maihingen – Dürrenzimmern – Pfäfflingen – DON 7 – Wechingen – St 2221 – Laub – Landkreisgrenze – (WUG 31 im Landkreis Weißenburg-Gunzenhausen)             |
| DON 6   | (K 3316 im Ostalbkreis, Baden-Württemberg) – Landesgrenze – |
| DON 7   | DON 5 in Pfäfflingen – Deiningen – St 2213 – Hohhof – Grosselfingen im Ries – Balgheim – DON 11 – St 2212 – DON 9 – Hohenaltheim – Bollstadt – Amerdingen – DON 8 – Landesgrenze – (K 3003 im Landkreis Heidenheim, Baden-Württemberg)            |
| DON 8   | (K 3301 im Ostalbkreis, Baden-Württemberg) – Landesgrenze – Forheim – DON 1 – Aufhausen – Amerdingen – DON 7 – Landesgrenze – (DLG 16 im Landkreis Dillingen an der Donau)                                                                        |
| DON 9   | DON 1 – Hürnheim – Niederaltheim – St 2212 – DON 7 – Hohenaltheim – Mönchsdeggingen – St 2221 – Schaffhausen – DON 16 – Mauren – St 2221 in Oppertshofen                                                                                          |
| DON 10  | St 2213 – Rudelstetten – Alerheim – St 2221 – Appetshofen – Lierheim – /St 2221 |
| DON 11  | DON 7 in Balgheim – in Möttingen |
| DON 12  | St 2214 – Utzwingen – Maihingen – DON 5 – Birkhausen – in Wallerstein |
| DON 13  | (K 3209 im Ostalbkreis, Baden-Württemberg) – Landesgrenze – in Marktoffingen |
| DON 14  | Dornstadt – Lochenbach – Lehmingen – St 2214 in Oettingen in Bayern |
| DON 15  | St 2221 – Wörnitzostheim – Bühl im Ries – St 2384 in Gosheim |
| DON 16  | – Großsorheim – DON 9 – Schaffhausen – Rohrbach – Landkreisgrenze – (DLG 26 im Landkreis Dillingen an der Donau) |
| DON 17  | – St 2221 – Munningen |
| DGF 18  | St 2214 – Otting – DON 2 in Weilheim |
| DON 19  | (WUG 6 im Landkreis Weißenburg-Gunzenhausen) – Landkreisgrenze – DON 2 in Rehau |
| DON 20  | St 2384 – Fünfstetten – DON 24 in Sulzdorf |
| DON 21  | (EI 3 im Landkreis Eichstätt) – Landkreisgrenze – ohne Ort, ohne Abzweig einer klassifizierten Straße – Landkreisgrenze – (EI 3 im Landkreis Eichstätt) – Landkreisgrenze – Rögling – DON 22 – St 2214                                            |
| DON 22  | DON 21 in Rögling – Tagmersheim – DON 23 – St 2214 |
| DON 23  | DON 22 in Tagmersheim – Landkreisgrenze – (EI 6 im Landkreis Eichstätt) |
| DON 24  | St 2384 in Harburg – Listhof – Sulzdorf – DON 20 – Baierfeld – Hochfeld – Daiting – Nachermühle – DON 25 – Gansheim – Landkreisgrenze – (ND 20 im Landkreis Neuburg-Schrobenhausen)                                                               |
| DON 25  | (ND 25 im Landkreis Neuburg-Schrobenhausen) – Landkreisgrenze – DON 24 – Gansheim – Schweinspoint – St 2047 in Marxheim |
| DON 27  | – Kaisheim – Bernhardisiedlung – Hafenreut – St 2215 in Leitheim |
| DON 28  | St 2215 in Donauwörth – Auchsesheim – DON 38 – Mertingen – St 2027 – Druisheim – Landkreisgrenze – (A 24 im Landkreis Augsburg) |
| DON 29  | St 2215 in Nordheim – Genderkingen – St 2027 – Feldheim – Niederschönenfeld – St 2047 |
| DON 30  | St 2047 in Rain – St 2047n – Bayerdilling – DON 33 – Hausen – Wallerdorf – DON 34 – Landkreisgrenze – (AIC 27 im Landkreis Aichach-Friedberg) |
| DON 31  | (ND 11 im Landkreis Neuburg-Schrobenhausen) – Landkreisgrenze – Gempfing – St 2027 – DON 33 – Etting – Landkreisgrenze – (ND 8 im Landkreis Neuburg-Schrobenhausen)                                                                               |
| DON 33  | DON 31 in Gempfing – Sallach – Bayerdilling – DON 30 – Pessenburgheim – DON 34 – St 2047 in Holzheim |
| DON 34  | DON 33 in Stadel – Riedheim – Bergendorf – Hagenheim – DON 30 in Wallerdorf |
| DON 36  | (WUG 30 im Landkreis Weißenburg-Gunzenhausen) – Landkreisgrenze – Zirndorf – Landkreisgrenze – (WUG 30 im Landkreis Weißenburg-Gunzenhausen) – Landkreisgrenze – Unterappenberg – Landkreisgrenze – (WUG 30 im Landkreis Weißenburg-Gunzenhausen) |
| DON 37  | St 2221 – Heroldingen – Katzenstein – St 2384 |
| DON 38  | DON 28 – Asbach-Bäumenheim – Eggelstetten – St 2027 in Oberndorf am Lech |
| DON 39  | St 2027 – Staudheim – Landkreisgrenze – (ND 27 im Landkreis Neuburg-Schrobenhausen) |

## Quelle
OpenStreetMap: Landkreis Donau-Ries – Landkreis Donau-Ries im OpenStreetMap-Wiki